# Pyrgulopsis micrococcus
Pyrgulopsis micrococcus är en snäckart som först beskrevs av Henry Augustus Pilsbry 1893.  Pyrgulopsis micrococcus ingår i släktet Pyrgulopsis och familjen tusensnäckor. IUCN kategoriserar arten globalt som livskraftig. Inga underarter finns listade i Catalogue of Life.